# Rivière aux Bluets Sud
Pour les articles homonymes, voir Bleuet.
La rivière aux Bluets Sud est un tributaire de la rivière aux Bluets laquelle se déverse sur la rive est du Grand lac Saint-François ; ce dernier constitue le lac de tête de la rivière Saint-François.
Le cours de la rivière aux Bluets Sud traverse le territoire des municipalités de Saint-Sébastien (Le Granit) et de Courcelles, dans la MRC Le Granit, dans la région administrative de l'Estrie, sur la Rive-Sud du fleuve Saint-Laurent, au Québec, Canada.

## Géographie
Les principaux bassins versants voisins de la rivière aux Bluets Sud sont :
- côté nord : rivière aux Bluets (lac Saint-François), Petite rivière Muskrat ;
- côté est : rivière aux Bluets (lac Saint-François) ;
- côté sud : rivière Sauvage (rivière Felton) ;
- côté ouest : Grand lac Saint-François.

La "rivière aux Bluets Sud" tire sa source sur le versant nord du "Morne de Saint-Sébastien" à 1,2 km du sommet qui atteint 805 m. Cette source est située à 3,5 km à l'est de l'intersection de la route du rang 2e et de la route du rang 1er, au village de Saint-Sébastien.
À partir de sa source, la rivière coule sur :
- 1,2 km vers le nord-ouest, jusqu'au chemin du rang 10 que la rivière traverse à 1,0 km au nord-est de l'intersection de la route 263 ;
- 1,4 km vers le nord-ouest, jusqu'à la confluence de deux ruisseaux (venant du sud-ouest), situés à 0,4 km à l'est du chemin de fer ;
- 2,3 km vers le nord-est jusqu'à la route du 4e rang ;
- 1,8 km vers le nord-ouest, jusqu'à la route du Domaine ;
- 3,3 km vers le nord, jusqu'à un chemin rural ;
- 4,6 km vers le nord-ouest, dans Courcelles, jusqu'à la confluence du ruisseau Castonguay (venant du sud) ;
- 2,7 km vers le nord-ouest, en recueillant les eaux du ruisseau Champagne (venant du sud) et en passant au sud-ouest du village de Courcelles, jusqu'à son embouchure.

L'embouchure de la rivière aux Bleuts Sud se déverse sur la rive sud de la rivière aux Bluets, laquelle coule vers le nord-ouest pour aller se déverser sur la rive est du Grand lac Saint-François.

## Toponymie
Le toponyme Rivière aux Bluets Sud a été officiellement inscrit le 5 décembre 1968 à la Commission de toponymie du Québec.